# دخلة قبرصية
دخلة قبرصية يسمى أيضا هازجة سوداء الرقبة وهو طائر ينتمي إلى جنس سيليفيا.